# 11775 Köhler
11775 Köhler è un asteroide della fascia principale. Scoperto nel 1977, presenta un'orbita caratterizzata da un semiasse maggiore pari a 2,1735335 UA e da un'eccentricità di 0,0290983, inclinata di 3,37330° rispetto all'eclittica.
L'asteroide è dedicato al biochimico tedesco Georges J. F. Köhler.